# Spelobia aciculata
Spelobia aciculata är en tvåvingeart som beskrevs av Marshall 1985. Spelobia aciculata ingår i släktet Spelobia och familjen hoppflugor. Inga underarter finns listade i Catalogue of Life.